# Terence Rigby
Terence Rigby, teljes stületési nevén Terence Christopher Gerald Rigby (Erdington, Birmingham, Warwickshire, Egyesült Királyság, 1937. január 2. – London, 2008. augusztus 10.) brit (angol) színpadi, televíziós és filmszínész. Ismertebb színpadi szerepeit Harold Pinter drámáiban és azok filmváltozataiban játszotta.

## Élete

### Származása, tanulmányai
Birmingham elővárosában, Erdingtonban született, A birminghami St Philip’s középiskolába járt, sorkatonai szolgálatot teljesített a Brit Királyi Légierőnél, majd kijárta a londoni Royal Academy of Dramatic Art színiakadémiát, ahol 1960-ban diplomázott.

### Színészi pályája
Bűnügyi és akciófilmekben, filmdrámákban alakított mellék- és főszerepeket, így már az 1971-es Öld meg Cartert!-ben Fletchert, a gengsztert. 1978-ban „Silver főnyúl” hangját adta a Gesztenye, a honalapító című animációs filmhez, orosz tábornokot játszott A holnap markában c. 1997-es James Bond-filmben, Gardiner püspök-kancellárt adta az 1998-as Elizabeth c. történelmi filmben, és szerepelt a 2003-as Mona Lisa mosolya (2003) és a 2006-os Kubrick menet c. filmdrámákban.
Brit televíziós sorozatokban nagyszámú, sokszínű szerepet játszott. Szerepelt a Dixon of Dock Green-ben, a Z-Cars-ban és annak folytatásában, a Softly, Softly: Taskforce című krimisorozatban, Az Angyal kalandjai című krimi-kalandfilmsorozat több epizódjában, az Edward és Mrs. Simpson történelmi sorozatban, Az áruló c. kémsorozatban (amelynek későbbi filmváltozatát Suszter, szabó, baka, kém címmel adták), a Holby Városi Kórház sorozatban, a Kisvárosi gyilkosságok krimisorozat egyik epizódjában és sok másban is. Sherlock Holmes (Tom Baker) társát, Dr. Watsont alakította az 1982-es A sátán kutyája című tévésorozatban, amit barátaik csak „Tom and Terry-Show”-nak becéztek.
Színpadi szerepei közül legnagyobb sikereit a Harold Pinter-drámákban aratta. Az első Pinter-darab, ahol szerepelt, Peter Hall legelső, 1965-ös Hazatérés c. rendezése volt, ahol Rigby játszotta Joey szerepét. A kritikusok „Pinter-specialistának” nevezték. 1975-ben Briggs szerepét vitte Pinter: Senkiföldje c. drámájának premierjén, a londoni Royal National Theatre színpadán, John Gielgud és Ralph Richardson mellett. Mindkét Pinter-drámából tévéfilm-változat is készült, az 1973-as Hazatérés, ahol Rigby Cyril Cusack és Ian Holm mellett szerepelt, és az 1975-ös Senkiföldje c. film. Peter Hall mindkettőnek társrendezője volt. Rigby sikert aratott Joszif Sztálin megformálásáért a londoni Royal National Theatre produkciójában, Robert Bolt: State of Revolution c. színművében is ahol Rigby Michael Bryant színész mellett játszott.
Londoni otthonában hunyt el 2008-ban, tüdőrák következtében

## Főbb filmjei
- 1963: No Hiding Place, tévésorozat; Chopper Martin
- 1964: Taxi!, tévésorozat; Pat
- 1967: Baleset (Accident); civilruhás rendőr
- 1964–1967: Dixon of Dock Green, tévésorozat; Smith rendőr / Jack Lane / Jacks rendőr
- 1968: Z Cars, tévésorozat; Brummie West
- 1968: Az Angyal kalandjai (The Saint), tévésorozat; Charlie Mason / Zuilen
- 1969: Az aranyrablók (The Gold Robbers), tévé-minisorozat; Nelson
- 1971: Öld meg Cartert! (Get Carter); Gerald Fletcher
- 1969–1971: Public Eye (tévésorozat); Gorman / Harry
- 1973: Hazatérés (The Homecoming); Joey    -- Pinter
- 1976: Crown Court, tévésorozat; Frederick Muir
- 1978: Senkiföldje (No Man’s Land), tévéfilm; Briggs   -- Pinter
- 1969–1976: Softly Softly: Task Force, tévé-krimisorozat; Henry Snow rendőr
- 1978: Gesztenye, a honalapító (Watership Down), animációs film; Silver hangja
- 1978: Edward és Mrs. Simpson (Edward & Mrs. Simpson), tévé-minisorozat; Stanley Bruce
- 1979: Az áruló (Suszter, szabó, baka, kém / Tinker Tailor Soldier Spy), tévé-minisorozat; Roy Bland
- 1980: A háború kutyái (The Dogs of War); Hackett
- 1981: Winston Churchill: The Wilderness Years, tévésorozat; Thomas Barlow
- 1981: A sátán kutyája (The Hound of the Baskervilles); tévésorozat, Dr. Watson
- 1983: A négyek jele (The Sign of Four); Layton rendőrfelügyelő
- 1989: Botrány (Scandal); James Burge
- 1995: Nevess, ha fáj! (Funny Bones); Billy Man
- 1997: A holnap markában (Tomorrow Never Dies); Buharin tábornok
- 1998: Elizabeth; Gardiner püspök, lordkancellár
- 1999: Doktor zsiványok (Plunkett & Macleane); Harrison
- 1999: A sátán mágusa (Simon Magus); Bratislav
- 1999: Szép remények (Great Expectations); Pumblechook
- 1999: Kisvárosi gyilkosságok (Midsomer Murders), Dead Man’s Eleven c. epizód; Ian Frasier
- 2000: Essex Boys; Henry Hobbs
- 1999–2003: Holby Városi Kórház (Holby City), tévésorozat; Don Holloway / Ben Woodley
- 2003: Heartbeat, tévésorozat; Ronnie Brown
- 2003: Mona Lisa mosolya (Mona Lisa Smile); Dr. Edward Staunton
- 2005: Kubrick menet (Colour Me Kubrick: A True…ish Story); Norman
- 2007: Doktorok (Doctors), tévésorozat; Harry O’Donnell / Harry the Gent
- 2008: Flick; Creeper Martin

## További információ
- Terence Rigby a PORT.hu-n (magyarul)
- Terence Rigby az Internetes Szinkronadatbázisban (magyarul)
- Terence Rigby az Internet Movie Database-ben (angolul)
- Terence Rigby a Rotten Tomatoeson (angolul)
- Terence Rigby az AlloCiné weboldalán (franciául)
- Terence Rigby Profile. Famousfix.com. (Hozzáférés: 2023. január 18.)